# Орден Мануеля Амадора Герреро
Орден Мануеля Амадора Герреро — найвища державна нагорода Панами.

## Статут
Орден було започатковано 29 жовтня 1953 року в 50-ту річницю здобуття незалежності й названо на честь першого президента Панами Мануеля Амадора Герреро.
Орденом нагороджуються громадяни Панами й іноземних держав, які мають заслуги в царині мистецтв, політики й науки впродовж понад 50 років.
Знак на орденському ланцюгу, як правило, вручається главам іноземних держав за дипломатичним протоколом на знак дружби між країнами.

## Ступені
Орден має чотири класи:
- Орденський ланцюг
- Великий хрест
- Гранд-офіцер
- Командор

| Орденські планки |              |                         |                             |
| Командор         | Гранд-офіцер | Кавалер Великого хреста | Кавалер орденського ланцюга |

## Опис
Орденський ланцюг важкий золотий, складається з 32 пластин, що чергуються, в вигляді золотого божества і трапецієподібної пластини, вкритої білою емаллю з зображенням пташки в стилі індіанців центральної Америки, з'єднаних між собою ланками ланцюга.
Знак ордена є прямим хрестом білої емалі. Між перетинками хреста прикраси білої емалі. В центрі — круглий медальйон білої емалі з погрудним портретом Мануеля Амадора Герреро, оточеним написом «ORDEN DE MANUEL AMADOR GUERRERO».
Зірка ордена дванадцятикінцева. Складається з рівновеликих променів. На зірку накладено знак ордена.
Стрічка ордена жовтого кольору з невеликими смугами посередині: синьою, білою та червоною.

## Відомі нагороджені
Див. Категорія:Кавалери ордена Мануеля Амадора Герреро